# Šemnica
Šemnica (makedonska: Шемница) är ett vattendrag i Nordmakedonien. Det rinner genom den södra delen av landet, 100 kilometer söder om huvudstaden Skopje.